# 瓦尔佩利讷
瓦尔佩利讷（法語：Valpelline，發音：[valpəlin] ⓘ），是意大利瓦莱达奥斯塔的一个市镇。总面积31平方公里，人口661人，人口密度21.3人/平方公里（2009年）。ISTAT代码为007069。